# Heinsia
Heinsia là một chi thực vật có hoa trong họ Thiến thảo (Rubiaceae).

## Loài
Chi Heinsia gồm các loài: